# Władysław Żmuda (ur. 1939)
Władysław Jan Żmuda (ur. 10 lutego 1939 w Rudzie) – polski piłkarz i trener piłkarski.

## Kariera zawodnicza
Był wychowankiem Slavii Ruda Śląska, jesienią 1962 został zawodnikiem Śląska Wrocław, z którym awansował w 1964 do I ligi i (z kapitańską opaską na ramieniu) zadebiutował w rozgrywkach polskiej ekstraklasy piłkarskiej (16 sierpnia 1964 roku). W rozgrywkach I-ligowych wystąpił – w sezonie 1964/1965 w 15 spotkaniach (w rundzie wiosennej był kontuzjowany), w sezonie 1965/1966 – w 13 spotkaniach, w sezonie 1966/1967 – w 9 spotkaniach, w sezonie 1967/1968 – w 22 spotkaniach, w zakończonym spadkiem sezonie 1968/1969 – w 21 spotkaniach. Łącznie w ekstraklasie zagrał 80 razy. W latach 1969–1971 grał we wrocławskim klubie w II lidze.

## Sukcesy zawodnicze

### Śląsk Wrocław
- Awans do ekstraklasy: 1964

## Kariera szkoleniowa
W 1968 został absolwentem Akademii Wychowania Fizycznego w Warszawie. W sezonie 1970/1971 jako wciąż czynny zawodnik pomagał w prowadzeniu zajęć trenerowi Śląska Wrocław Jozefowi Stance. Latem 1971 został I trenerem Śląska, występującego wówczas w II lidze, W sezonie 1972/1973 wywalczył awans do ekstraklasy. W drugim sezonie po powrocie do elity Śląsk (już ze sprowadzonym z Gwardii Warszawa Władysławem Antonim Żmudą) zajął trzecie miejsce i wywalczył prawo gry w Pucharze UEFA. Listopadowy pojedynek III rundy pucharowych zmagań z Liverpool F.C. na Stadionie Olimpijskim oglądało ok. 60 tysięcy osób. W 1976 roku wrocławski klub zdobył swój pierwszy w historii Puchar Polski, w finale pokonując 2:0 Stal Mielec. W walce o półfinał rozgrywek o Puchar Zdobywców Pucharów lepszym od Śląska okazało się włoskie SSC Napoli. Kilka miesięcy po porażce w dwumeczu z Włochami wrocławski klub pod wodzą trenera Żmudy sięgnął po swój pierwszy w historii tytuł mistrza Polski.
Po ponad 6 latach spędzonych na ławce trenerskiej Śląska, Żmuda powrócił na jakiś czas na rodzinny Górny Śląsk i Górnika Zabrze (1977–1980). W sezonie 1980/1981 prowadził II ligowy GKS Katowice. Prowadził również Widzew Łódź (1981–1984, mistrzostwo Polski, dwa wicemistrzostwa Polski, Puchar Polski, półfinał Pucharu Europy), Ruch Chorzów (1985–1987), GKS Katowice (1987–1989, dwukrotne wicemistrzostwo kraju, odszedł po 9 kolejkach sezonu 1989/1990), ponownie Widzew Łódź (1991–1993), Polonia Bytom (1994).
Prowadził także Espérance Tunis z którym zdobył krajowy dublet: mistrzostwo i Puchar Tunezji.
Od 1988 roku jest pracownikiem naukowym katowickiej AWF. Dnia 25 maja 2012 roku w Art Hotelu we Wrocławiu została otwarta wirtualna wystawa poświęcona Żmudzie.

## Sukcesy szkoleniowe

### Śląsk Wrocław
- 3. miejsce w ekstraklasie: 1975
- Mistrz Polski: 1977
- Puchar Polski: 1976

### Widzew Łódź
- Mistrz Polski: 1982
- Półfinał Pucharu Europy: 1983
- Puchar Intertoto: 1982

### GKS Katowice
- Wicemistrz Polski: 1988, 1989

### Espérance Tunis
- Mistrz Tunezji: 1991
- Puchar Tunezji: 1991

### Indywidualne
- Trener Roku według Plebiscytu Piłki Nożnej: 1982
- Trener Wszech Czasów Śląska Wrocław[4]